# 泰穆
泰穆（義大利語：Temù），是意大利布雷西亚省的一个市镇。总面积42平方公里，人口1065人，人口密度25.4人/平方公里（2009年）。国家统计（ISTAT）代码为017184。